# Longzhouwan
Longzhouwan (kinesiska: 龙洲湾) är ett stadsdelsdistrikt i sydvästra Kina. Det ligger i stadsdistriktet Banan  i storstadsområdet Chongqing, omkring 20 kilometer söder om det centrala stadsdistriktet Yuzhong. 